# Biskupi kantońscy
Biskupi kantońscy – rzymskokatoliccy biskupi mający swoją stolice biskupią w Kantonie, obecnie w Chińskiej Republice Ludowej. W Kantonie mieściła się stolica wikariatu apostolskiego (1848 - 1946) i archidiecezji (1946 - nadal). Wszyscy ordynariusze do 1947 byli Francuzami. Kolejni natomiast Chińczykami.

## Ordynariusze

### Wikariusze apostolscy Guangdong-Kuangsi
- o. François-Napoleon Libois MEP[a] (10 maja 1848 - października 1853)
- Philippe-François-Zéphirin Guillemin MEP (16 listopada 1853 - 6 sierpnia 1875)

### Wikariusze apostolscy Guangdong
- Philippe François Zéphirin Guillemin MEP (6 sierpnia 1875 - 5 kwietnia 1886)
- Augustin Chausse MEP (5 kwietnia 1886 - 12 października 1900)
- Jean-Marie Mérel MEP (20 kwietnia 1901 - 6 kwietnia 1914)

### Wikariusze apostolscy Kantonu
- Jean-Marie Mérel MEP (6 kwietnia 1914 - 6 sierpnia 1914)
  - Adolphe Rayssac MEP (15 marca 1915 - 12 lutego 1917) administrator apostolski
- Jean-Baptiste-Marie Budes de Guébriant MEP (28 kwietnia 1916 - 21 marca 1921)
- Antoine-Pierre-Jean Fourquet MEP (20 lutego 1923 - 11 kwietnia 1946)

### Arcybiskupi kantońscy
- Antoine-Pierre-Jean Fourquet MEP (11 kwietnia 1946 - 11 grudnia 1947)
- Dominic Tang Yeeming SI, jako:
  - administrator apostolski (1 października 1950 - 26 maja 1981)
  - arcybiskup (26 maja 1981 - 27 czerwca 1995) de facto aresztowany 5 lutego 1958, nie miał po tej dacie faktycznej władzy w archidiecezji
- ks. Tcheng Yusin[a] (19 marca 1958 - ?) administrator apostolski[1]
- Joseph Gan Junqiu (4 grudnia 2007 - nadal)

## Biskupi pomocniczy
- Boniface Yeung Fuktseuk (Yang Fujue) (26 marca 1931 - 23 lutego 1938)

## Arcybiskupi bez mandatu papieskiego
Archidiecezją kantońską rządziło dwóch, nieuznawanych przez Stolicę Apostolską, arcybiskupów. Obaj oni należeli do Patriotycznego Stowarzyszenia Katolików Chińskich i zostali mianowani z polecenia komunistycznych władz chińskich bez zgody papieża. Byli to:
- Joseph Ye Yinyun (10 października 1981 - 13 marca 1990)
- James Lin Bingliang (1990 – 25 maja 2001)